# GM4000
De GM4000 is een ontwerp van halfafzinkbare platforms van Global Maritime. Het ontwerp bestaat uit twee pontons met elk twee kolommen met daarop het werkdek. Global Maritime maakte ook het GM5000-ontwerp, maar daar zijn geen platforms van gebouwd. Agility Group heeft het A5000-ontwerp gebaseerd op het GM4000-ontwerp.

## GM4000-serie
| Type      | Naam                 | Werf                | Jaar          | IMO-nummer |
| --------- | -------------------- | ------------------- | ------------- | ---------- |
| GM4000-D  | COSL Pioneer         | Yantai Raffles      | november 2010 | 8769406    |
| GM4000-D  | COSL Innovator       | Yantai Raffles      | november 2011 | 8769418    |
| GM4000-D  | COSL Promoter        | Yantai Raffles      | mei 2012      | 8769561    |
| GM4000-WI | Island Innovator     | Yantai Raffles      | 2013          | 8769731    |
| GM-4D     | North Dragon         | Yantai CIMC Raffles | 2015          | 8772063    |
| GM-4D     | Beacon Pacific       | Yantai CIMC Raffles |               | 9781475    |
| GM-4D     | Beacon Atlantic      | Yantai CIMC Raffles |               | 9731638    |
| A5000     | COSL Prospector      | Yantai CIMC Raffles | 2015          | 9649005    |
| A5000     | Hai Yang Shi You 982 | DSIC                | 2017          | 9746982    |